# Association sportive Baume-les-Dames (féminines)
Pour la section masculine, voir Association sportive Baume-les-Dames.
Maillots
La section féminine de l'Association sportive Baume-les-Dames est un club de football féminin français basé à Baume-les-Dames et fondé sous le nom d'Union sportive Baume-les-Dames. 
Les Baumoises ont évolué une saison en première division dans les années 1980, ainsi qu'une saison en seconde division.
L'équipe fanion du club participe à la Division d'Honneur de Franche-Comté.

## Palmarès
Le tableau suivant liste le palmarès du club actualisé à l'issue de la saison 2011-2012 dans les différentes compétitions officielles au niveau national et régional.
| Compétitions régionales         | Équipes de jeunes |
| Coupe de France, coupe du Doubs | Coupe Sandoz      |

## Bilan saison par saison
Le tableau suivant retrace le parcours du club depuis la création de la première division en 1974, sous la dénomination d’US Baume-les-Dames avant 1988, puis d’Entente Baume-L'Isle/Doubs entre 1988 et 1999, puis d’AS Baume-les-Dames depuis 1999.
| Édition   | Division 1 | Division 2 | Divisions Régionales            | Coupe de France     |
| 1974-1985 | -          | -          | …                               | Coupe inexistante   |
| 1985-1986 | -          | 3e (Gr. B) | -                               | Coupe inexistante   |
| 1986-1987 | 7e (Gr. B) | -          | -                               | Coupe inexistante   |
| 1987-2010 | -          | -          | -                               | Coupe inexistante   |
| 2010-2011 | -          | -          | 5e (Phase 1 DH) 3e (Phase 2 DH) | non connu           |
| 2011-2012 | -          | -          | 4e (Division d'Honneur)         | non connu           |
| 2012-2013 | -          | -          | Compétition à venir             | Compétition à venir |